# 真·三国无双 Advance
《真·三国无双 Advance》是光荣公司的Omega Force小组开发，光荣和任天堂共同于2005年在Game Boy Advance（GBA）上发行的砍杀游戏，也是真·三国无双系列游戏在任天堂平台的首作。本作的标语是“将之所至，无人能敌”（むかうところ、敵なし）。

## 玩法
配合GBA平台的特性，《真·三国无双 Advance》是真·三国无双系列中首个以二维视角进行的游戏。本作和2004年发行的PSP版《真·三国无双》的相似点是把战场分为若干格子，战斗部分和移动部分交替进行。同时，本作收录了PSP版未收录的“击破敌将”语音。
尽管如此，本作相比同系列在家用机平台发布的游戏仍删减了跳跃、弓箭和坐骑等特性。本作中仅有13名可用角色和11场战斗。13名角色中魏蜀吴起始各有3名，各势力任意角色通关可解锁其对应的主公。完成曹操、刘备和孙坚的战斗后可以解锁吕布。本作中也有司马懿、诸葛亮、孙权、袁绍、董卓、张角等角色，但都是非操控角色。

## 评价
各个评价机构对《真·三国无双》GBA版的评价可谓毁誉参半。IGN只给了本作4/10的分数，并批评本作的同屏人数过少以及单调乏味的按键操作。另一方面，《任天堂力量》认为本作是GBA平台上少有的值得重玩的游戏之一，给出7/10的分数。此外，GameRankings和Metacritic这两家汇总媒体给本作打出了中等的分数。